# Phil Anderson (wielrenner)
Philip Grant Anderson (Londen, 20 maart 1958) is een Australisch voormalig wielrenner. Anderson was beroepsrenner van 1980 tot en met 1994. Op zijn palmares prijken onder andere de Amstel Gold Race, Kampioenschap van Zürich, Parijs-Tours en etappes in Ronde van Frankrijk en Italië. In totaal boekte Anderson in zijn carrière 96 zeges.
In het peloton had Anderson de bijnaam Skippy.

## Belangrijke overwinningen
1978
 Australisch kampioen op de weg, Amateurs
 Australisch kampioen Ploegentijdrit, Amateurs
1981
6e etappe Parijs-Nice
1e etappe (deel A) Ronde van Corsica
Eindklassement Ronde van de Aude
1982
2e etappe Ronde van Frankrijk
1983
Proloog en 3e etappe Dauphiné Libéré
5e etappe Ronde van Romandië
Amstel Gold Race
2e etappe Ronde van de Aude
Eindklassement Ronde van de Aude
1984
6e etappe Dauphiné Libéré
Kampioenschap van Zürich
Rund um den Henninger-Turm
Catalaanse Week
1985
2e etappe Dauphiné Libéré
Eindklassement Dauphiné Libéré
3e, 5e (deel B) en 8e etappe Ronde van Zwitserland
Eindklassement Ronde van Zwitserland
Rund um den Henninger-Turm
2e en 3e (deel B) etappe Ronde van België
E3 Harelbeke
1986
Parijs-Tours
3e (deel B) en 4e etappe Ronde van Ierland
1987
Milaan-Turijn
1988
3e etappe Ronde van Denemarken
Eindklassement Ronde van Denemarken
2e en 4e etappe Ronde van Ierland
Eindklassement Ronde van Ierland
1e etappe Tirreno-Adriatico
1989
17e etappe Ronde van Italië
1e etappe Ronde van Romandië
Eindklassement Ronde van Romandië
5e etappe deel B Ronde van Ierland
2e etappe Kellogg's Tour of Britain
1990
4e etappe (deel B) Ronde van Italië
5e etappe Ronde van Luxemburg
1991
8e etappe Ronde van Zwitserland
10e etappe Ronde van Frankrijk
1e en 3e etappe Kellogg's Tour of Britain
Eindklassement Kellogg's Tour of Britain
4e etappe Tour DuPont
1992
4e etappe Ronde van Ierland
Eindklassement Ronde van Ierland
GP van Isbergues
5e, 8e, en 9e etappe Tour DuPont
1993
Eindklassement Ronde van Zweden
Grote Prijs Raymond Impanis
1e etappe Kellogg's Tour of Britain
Eindklassement Kellogg's Tour of Britain

## Resultaten in voornaamste wedstrijden
| Jaar | Ronde van Italië | Ronde van Frankrijk | Ronde van Spanje |
| ---- | ---------------- | ------------------- | ---------------- |
| 1980 |                  |                     |                  |
| 1981 |                  | 10e                 |                  |
| 1982 |                  | 5e (1)              |                  |
| 1983 |                  | 9e                  |                  |
| 1984 |                  | 10e                 |                  |
| 1985 |                  | 5e                  |                  |
| 1986 |                  | 39e                 |                  |
| 1987 | 7e               | 27e                 |                  |
| 1988 |                  |                     |                  |
| 1989 | 13e (1)          | 38e                 |                  |
| 1990 | 33e (1)          | 71e                 |                  |
| 1991 |                  | 45e (1)             |                  |
| 1992 |                  | 81e                 |                  |
| 1993 |                  | 84e                 |                  |
| 1994 |                  | 69e                 |                  |

| Jaar | Milaan-San Remo | Gent-Wevelgem | Ronde van Vlaanderen | Parijs-Roubaix | Amstel Gold Race | Luik-Bast.‑Luik | Ronde van Lombardije | Parijs-Tours | Parijs-Brussel |  | WK op de weg |  | Wereldranglijsten |
| ---- | --------------- | ------------- | -------------------- | -------------- | ---------------- | --------------- | -------------------- | ------------ | -------------- |  | ------------ |  | ----------------- |
| 1980 | 121e            |               |                      |                |                  |                 |                      | 10e          | 26e            |  |              |  |                   |
| 1981 |                 |               |                      |                | 7e               |                 |                      |              | 17e            |  |              |  |                   |
| 1982 |                 | 7e            | 42e                  |                | 5e               | 12e             |                      |              | 18e            |  | 27e          |  | 25e (SPP)         |
| 1983 | 25e             | 23e           | 9e                   |                | ↑                | 4e              | 8e                   | 28e          |                |  | 9e           |  | 7e (SPP)          |
| 1984 | 22e             | 15e           | 23e                  |                | 12e              | ↑               |                      | 5e           | 7e             |  |              |  | (SPP)             |
| 1985 | 60e             | Zilver        | ↑                    | 19e            | 5e               | 7e              |                      | 36e          |                |  | 47e          |  | (SPP)             |
| 1986 |                 |               |                      |                |                  |                 | ↑                    | ↑            | 19e            |  | 18e          |  | 18e (SPP)         |
| 1987 | 32e             | 10e           | 23e                  |                | 6e               | 12e             |                      | 29e          | 27e            |  | 21e          |  | 36e (SPP)         |
| 1988 |                 | 13e           | ↑                    |                | 11e              | 9e              |                      | 41e          | 30e            |  | 33e          |  | 16e (UWB)         |
| 1989 |                 | 20e           | 13e                  |                |                  | ↑               |                      | 12e          | 17e            |  |              |  | 38e (UWB)         |
| 1990 |                 | 45e           | 26e                  |                | 10e              | 30e             |                      | ↑            |                |  |              |  |                   |
| 1991 | 7e              | 84e           | 18e                  |                | 11e              | 15e             |                      |              | 35e            |  |              |  | 10e (UWB)         |
| 1992 | 45e             |               | 50e                  |                |                  | 19e             |                      | 6e           | Brons          |  |              |  |                   |
| 1993 |                 |               |                      |                | 24e              | 97e             |                      | 41e          | 29e            |  |              |  |                   |
| 1994 | 82e             |               |                      |                |                  |                 |                      |              |                |  |              |  |                   |

## Ploegen
- 1980-Peugeot-Esso-Michelin
- 1981-Peugeot-Esso-Michelin
- 1982-Peugeot-Shell-Michelin
- 1983-Peugeot-Shell-Michelin
- 1984-Panasonic
- 1985-Panasonic
- 1986-Panasonic
- 1987-Panasonic-Isostar
- 1988-TVM-Van Schilt
- 1989-TVM-Ragno
- 1990-TVM
- 1991-Motorola
- 1992-Motorola
- 1993-Motorola
- 1994-Motorola

Wielerploegen van Phil Anderson
Anderson ·
Bossis ·
Bourreau ·
Brun ·
De Cauwer ·
Delépine ·
Duclos-Lassalle ·
Hézard ·
Jones ·
Kuiper ·
Laurent ·
Legeay ·
Linard ·
Martinez ·
Millar ·
Perret · 
Sibille ·
Simon · 
Tinazzi ·
Van Heerden
Anderson ·
Bernaudeau ·
Bossis ·
Bourreau ·
Brun ·
Cahard ·
Castaing ·
Chalmel ·
Chaumaz ·
Duclos-Lassalle ·
Jones ·
Laurent ·
Legeay ·
Linard ·
Martinez ·
Millar ·
Perret · 
Roche ·
Sanders ·
Simon · 
Van Heerden
Anderson ·
Bernaudeau ·
Bossis ·
Bourreau ·
Brun ·
Cahard ·
Castaing ·
Chalmel ·
Dalibard ·
Duclos-Lassalle ·
Jones ·
Laurent ·
Legeay ·
Linard ·
Martinez ·
Millar ·
Perret · 
Roche ·
Sanders ·
Simon · 
Yates
Anderson ·
Bossis ·
Bourreau ·
Brun ·
Cahard ·
Castaing ·
Dalibard ·
Duclos-Lassalle ·
Garde ·
Linard ·
Martinez ·
Millar ·
Peiper ·
Perret · 
Roche ·
Simon · 
Yates
Anderson ·
De Keulenaer ·
de Rooij · 
Kos ·
Lammertink · 
Lammerts · 
Lubberding ·
Nulens ·
Oosterbosch · 
E. Planckaert ·
W. Planckaert · 
Rooks ·
Theunisse ·
Vanderaerden ·
Veldscholten ·
Wekema · 
Winnen
Alberts ·
Anderson ·
Baars ·
De Keulenaer ·
de Rooij · 
Grewal ·
Groenendaal (tot 28/02) ·
Kos ·
Lammertink · 
Lammerts · 
Lippens ·
Lubberding ·
Nulens ·
Oosterbosch · 
E. Planckaert ·
W. Planckaert · 
Rooks ·
Theunisse ·
Vanderaerden ·
Veldscholten ·
Wekema · 
Winnen
Anderson ·
Baars ·
Breukink ·
De Keulenaer ·
de Rooij · 
Giesberts ·
Harings ·
Lammertink · 
Lubberding ·
Millar ·
Nulens ·
Oosterbosch · 
Peiper · 
Planckaert ·
Theunisse ·
D. Vanderaerden ·
E. Vanderaerden ·
van der Velde · 
Van Lancker · 
van Vliet ·
Winnen
Anderson ·
Breukink ·
De Keulenaer ·
de Rooij · 
Harings ·
Hendriks · 
Lubberding ·
Millar ·
Nulens ·
Oosterbosch · 
Peiper · 
Planckaert ·
Talen ·
Thurau ·
Vanderaerden · 
Van Lancker ·
van Loon ·
van Vliet ·
van Wijk ·
Winnen
Anderson · 
Bol · 
Capiot · 
De Keulenaer ·
Dekker · 
Habets · 
Haelemeersch · 
Kleinsman · 
Lammertink · 
Oosterbosch · 
Pieters · 
Schalkers · 
Schurer · 
Segers ·
Siemons ·
Smit ·
van der Velde ·
Van Steenwinkel
Anderson · 
Bol · 
Capiot · 
De Keulenaer ·
Hanegraaf · 
Eriksen ·  
Kleinsman · 
Lammertink · 
Luyckx ·
Pieters · 
Schalkers · 
Schurer · 
Siemons ·
Skibby ·
Stockton ·
van der Velde (tot 14/08) ·
van Loenhout ·
van Wijk ·
Vandenbrande
Anderson · 
Barth ·
Bol · 
Capiot · 
Ducrot ·
Hanegraaf · 
Jacobs ·  
Kleinsman (tot 31/08) · 
Luyckx ·
Müller ·
Pedersen ·
Pieters · 
Schalkers · 
Schurer · 
J. Siemons ·
M. Siemons ·
Skibby ·
Sunderland ·
Van Den Bossche ·
van Loenhout ·

van Wijk ·
Vandenbrande
Alvis · Anderson · Andreu · Bauer · Bishop · Carter · Dahlberg · Hampsten · Harper · Kiefel · Lauritzen · McKinley · Roll · Tomac · Walton · Yates · Zimmermann
Alvis · Anderson · Andreu · Armstrong · Baker · Bauer · Bay · Bishop · Dernies · Hampsten · Kiefel · Larsen · Lauritzen · Moens · Schur · Sciandri · Stenersen · Walton · Yates · Zanoli · Zimmermann
Alvis · Anderson · Andreu · Armstrong  · Bauer · Bay · Bishop · Dernies · Hampsten · Hundertmarck · Larsen · Manin · Mejía · Moens · Schur · Sciandri · Stenersen · Yates
Alcalá · Alvis · Anderson · Andreu · Armstrong  · Bauer · Dernies · Fraser · Hampsten · Hincapie · Hundertmarck · Larsen · Mejía · Ozers · Rampollo · Schur · Smith · Stenersen · Swart · Yates · Moerenhout (stagiair) · van Heeswijk (stagiair)